# Đội tuyển bóng đá quốc gia Malaysia
Đội tuyển bóng đá quốc gia Malaysia (tiếng Mã Lai: Pasukan bola sepak kebangsaan Malaysia; tiếng Anh: Malaysia national football team) là đội tuyển đại diện cho Malaysia tại các giải đấu bóng đá quốc tế và thuộc quyền quản lý của Hiệp hội bóng đá Malaysia (FAM).
Đội tuyển Malaysia chưa tham dự vòng chung kết World Cup nhưng đã 1 lần dự Thế vận hội mùa hè. Ở lần đầu tham dự Olympic năm 1976 tổ chức tại Munich, sau khi thua 0–3 Đức và 0–6 Maroc, đội đánh bại Hoa Kỳ 3–0. Kỳ 1980, đội cũng đã vượt qua vòng loại nhưng sau đó bỏ cuộc để phản đối việc Liên Xô đưa quân vào Afghanistan, đội cũng từng giành huy chương đồng của Asian Games 1974. Ở cấp độ khu vực, đội giành chức vô địch AFF Cup 2010. Đội đã từng 4 lần tham dự cúp bóng đá châu Á là vào các năm 1976, 1980, 2007 và 2023, tuy nhiên đều không vượt qua được vòng bảng.

## Giải đấu

### Giải vô địch bóng đá thế giới
| Năm           | Thành tích               |
| ------------- | ------------------------ |
| 1930 đến 1970 | Không tham dự            |
| 1974 đến 2026 | Không vượt qua vòng loại |
| Tổng cộng     | 0/22                     |

### Thế vận hội
- (Nội dung thi đấu dành cho cấp đội tuyển quốc gia cho đến kỳ Đại hội năm 1988)

| Năm           | Thành tích                          | Thứ hạng                            | GP                                  | W                                   | D                                   | L                                   | GS                                  | GA                                  |
| ------------- | ----------------------------------- | ----------------------------------- | ----------------------------------- | ----------------------------------- | ----------------------------------- | ----------------------------------- | ----------------------------------- | ----------------------------------- |
| 1948 đến 1960 | Không tham dự, là thuộc địa của Anh | Không tham dự, là thuộc địa của Anh | Không tham dự, là thuộc địa của Anh | Không tham dự, là thuộc địa của Anh | Không tham dự, là thuộc địa của Anh | Không tham dự, là thuộc địa của Anh | Không tham dự, là thuộc địa của Anh | Không tham dự, là thuộc địa của Anh |
| 1964 đến 1968 | Không tham dự                       | Không tham dự                       | Không tham dự                       | Không tham dự                       | Không tham dự                       | Không tham dự                       | Không tham dự                       | Không tham dự                       |
| 1972          | Vòng 1                              | 10th                                | 3                                   | 1                                   | 0                                   | 2                                   | 3                                   | 9                                   |
| 1976          | Không vượt qua vòng loại            | Không vượt qua vòng loại            | Không vượt qua vòng loại            | Không vượt qua vòng loại            | Không vượt qua vòng loại            | Không vượt qua vòng loại            | Không vượt qua vòng loại            | Không vượt qua vòng loại            |
| 1980          | Bỏ cuộc                             | Bỏ cuộc                             | Bỏ cuộc                             | Bỏ cuộc                             | Bỏ cuộc                             | Bỏ cuộc                             | Bỏ cuộc                             | Bỏ cuộc                             |
| 1984 đến 1988 | Không vượt qua vòng loại            | Không vượt qua vòng loại            | Không vượt qua vòng loại            | Không vượt qua vòng loại            | Không vượt qua vòng loại            | Không vượt qua vòng loại            | Không vượt qua vòng loại            | Không vượt qua vòng loại            |
| Tổng cộng     | 1 lần vòng bảng                     | 10th                                | 3                                   | 1                                   | 0                                   | 2                                   | 3                                   | 9                                   |

### Cúp bóng đá châu Á
| Năm           | Thành tích               | Thứ hạng                 | Số trận                  | Thắng                    | Hòa                      | Thua                     | Bàn thắng                | Bàn thua                 |
| ------------- | ------------------------ | ------------------------ | ------------------------ | ------------------------ | ------------------------ | ------------------------ | ------------------------ | ------------------------ |
| 1956 đến 1972 | Không vượt qua vòng loại | Không vượt qua vòng loại | Không vượt qua vòng loại | Không vượt qua vòng loại | Không vượt qua vòng loại | Không vượt qua vòng loại | Không vượt qua vòng loại | Không vượt qua vòng loại |
| 1976          | Vòng bảng                | 5/6                      | 2                        | 0                        | 1                        | 1                        | 1                        | 3                        |
| 1980          | Vòng bảng                | 6/10                     | 4                        | 1                        | 2                        | 1                        | 5                        | 5                        |
| 1984 đến 2004 | Không vượt qua vòng loại | Không vượt qua vòng loại | Không vượt qua vòng loại | Không vượt qua vòng loại | Không vượt qua vòng loại | Không vượt qua vòng loại | Không vượt qua vòng loại | Không vượt qua vòng loại |
| 2007          | Vòng bảng                | 16/16                    | 3                        | 0                        | 0                        | 3                        | 1                        | 12                       |
| 2011 đến 2019 | Không vượt qua vòng loại | Không vượt qua vòng loại | Không vượt qua vòng loại | Không vượt qua vòng loại | Không vượt qua vòng loại | Không vượt qua vòng loại | Không vượt qua vòng loại | Không vượt qua vòng loại |
| 2023          | Vòng bảng                | 21/24                    | 3                        | 0                        | 1                        | 2                        | 3                        | 8                        |
| 2027          | Vượt qua vòng loại       | Vượt qua vòng loại       | Vượt qua vòng loại       | Vượt qua vòng loại       | Vượt qua vòng loại       | Vượt qua vòng loại       | Vượt qua vòng loại       | Vượt qua vòng loại       |
| Tổng cộng     | Vòng bảng                | 4/6                      | 12                       | 1                        | 4                        | 7                        | 10                       | 28                       |

### Á vận hội
- (Nội dung thi đấu dành cho cấp đội tuyển quốc gia cho đến kỳ Đại hội năm 1998)

| Năm           | Thành tích                          | Thứ hạng                            | GP                                  | W                                   | D                                   | L                                   | GS                                  | GA                                  |
| ------------- | ----------------------------------- | ----------------------------------- | ----------------------------------- | ----------------------------------- | ----------------------------------- | ----------------------------------- | ----------------------------------- | ----------------------------------- |
| 1951 đến 1962 | Không tham dự, là thuộc địa của Anh | Không tham dự, là thuộc địa của Anh | Không tham dự, là thuộc địa của Anh | Không tham dự, là thuộc địa của Anh | Không tham dự, là thuộc địa của Anh | Không tham dự, là thuộc địa của Anh | Không tham dự, là thuộc địa của Anh | Không tham dự, là thuộc địa của Anh |
| 1966          | Vòng bảng                           | 10th                                | 3                                   | 0                                   | 0                                   | 3                                   | 1                                   | 4                                   |
| 1970          | Vòng bảng                           | 10th                                | 3                                   | 0                                   | 0                                   | 3                                   | 0                                   | 4                                   |
| 1974          | Huy chương đồng                     | 3rd                                 | 7                                   | 3                                   | 2                                   | 2                                   | 20                                  | 13                                  |
| 1978          | Tứ kết                              | 7th                                 | 5                                   | 2                                   | 0                                   | 3                                   | 4                                   | 10                                  |
| 1982          | Vòng bảng                           | 14th                                | 3                                   | 0                                   | 0                                   | 3                                   | 1                                   | 4                                   |
| 1986          | Vòng bảng                           | 15th                                | 3                                   | 0                                   | 1                                   | 2                                   | 2                                   | 5                                   |
| 1990          | Vòng bảng                           | 12th                                | 2                                   | 0                                   | 1                                   | 1                                   | 0                                   | 3                                   |
| 1994          | Vòng bảng                           | 11th                                | 4                                   | 1                                   | 1                                   | 2                                   | 6                                   | 11                                  |
| 1998          | Không tham dự                       | Không tham dự                       | Không tham dự                       | Không tham dự                       | Không tham dự                       | Không tham dự                       | Không tham dự                       | Không tham dự                       |
| Tổng cộng     | 8 lần                               | 1 lần huy chương đồng               | 30                                  | 6                                   | 5                                   | 19                                  | 34                                  | 54                                  |

### Giải vô địch bóng đá Đông Nam Á
| Năm       | Thành tích    | Số trận | Thắng | Hoà | Thua | Bàn thắng | Bàn thua |
| --------- | ------------- | ------- | ----- | --- | ---- | --------- | -------- |
| 1996      | Á quân        | 6       | 3     | 2   | 1    | 18        | 3        |
| 1998      | Vòng bảng     | 3       | 0     | 1   | 2    | 0         | 3        |
| 2000      | Hạng ba       | 6       | 4     | 1   | 1    | 12        | 4        |
| 2002      | Hạng tư       | 5       | 2     | 1   | 1    | 9         | 5        |
| 2004      | Hạng ba       | 7       | 5     | 0   | 2    | 16        | 9        |
| 2007      | Hạng ba       | 5       | 1     | 3   | 1    | 6         | 3        |
| 2008      | Vòng bảng     | 3       | 1     | 0   | 2    | 5         | 6        |
| 2010      | Vô địch       | 7       | 3     | 2   | 2    | 12        | 8        |
| 2012      | Bán kết       | 5       | 2     | 1   | 2    | 7         | 7        |
| 2014      | Á quân        | 7       | 3     | 1   | 3    | 13        | 12       |
| 2016      | Vòng bảng     | 3       | 1     | 0   | 2    | 3         | 4        |
| 2018      | Á quân        | 8       | 3     | 3   | 2    | 11        | 8        |
| 2020      | Vòng bảng     | 4       | 2     | 0   | 2    | 8         | 8        |
| 2022      | Bán kết       | 6       | 4     | 0   | 2    | 11        | 7        |
| 2024      | Vòng bảng     | 4       | 1     | 2   | 1    | 5         | 5        |
| Tổng cộng | 1 lần vô địch | 79      | 35    | 17  | 27   | 134       | 93       |

### Đại hội Thể thao Đông Nam Á
- (Nội dung thi đấu dành cho cấp đội tuyển quốc gia cho đến kỳ Đại hội năm 1999)

| Năm       | Thành tích                                      | Thứ hạng                                        | GP                                              | W                                               | D                                               | L                                               | GS                                              | GA                                              |
| --------- | ----------------------------------------------- | ----------------------------------------------- | ----------------------------------------------- | ----------------------------------------------- | ----------------------------------------------- | ----------------------------------------------- | ----------------------------------------------- | ----------------------------------------------- |
| 1959      | Không tham dự, là một phần của Liên bang Malaya | Không tham dự, là một phần của Liên bang Malaya | Không tham dự, là một phần của Liên bang Malaya | Không tham dự, là một phần của Liên bang Malaya | Không tham dự, là một phần của Liên bang Malaya | Không tham dự, là một phần của Liên bang Malaya | Không tham dự, là một phần của Liên bang Malaya | Không tham dự, là một phần của Liên bang Malaya |
| 1961      | Không tham dự, là một phần của Liên bang Malaya | Không tham dự, là một phần của Liên bang Malaya | Không tham dự, là một phần của Liên bang Malaya | Không tham dự, là một phần của Liên bang Malaya | Không tham dự, là một phần của Liên bang Malaya | Không tham dự, là một phần của Liên bang Malaya | Không tham dự, là một phần của Liên bang Malaya | Không tham dự, là một phần của Liên bang Malaya |
| 1965      | Hạng tư                                         | 4th                                             | 2                                               | 0                                               | 0                                               | 2                                               | 0                                               | 4                                               |
| 1967      | Vòng bảng                                       | 5th                                             | 2                                               | 0                                               | 0                                               | 2                                               | 1                                               | 6                                               |
| 1969      | Huy chương đồng                                 | 3rd                                             | 3                                               | 2                                               | 0                                               | 1                                               | 4                                               | 5                                               |
| 1971      | Huy chương bạc                                  | 2nd                                             | 5                                               | 4                                               | 0                                               | 1                                               | 16                                              | 6                                               |
| 1973      | Huy chương đồng                                 | 3rd                                             | 4                                               | 1                                               | 2                                               | 1                                               | 4                                               | 2                                               |
| 1975      | Huy chương bạc                                  | 2nd                                             | 3                                               | 1                                               | 1                                               | 1                                               | 3                                               | 3                                               |
| 1977      | Huy chương vàng                                 | 1st                                             | 5                                               | 4                                               | 0                                               | 1                                               | 24                                              | 3                                               |
| 1979      | Huy chương vàng                                 | 1st                                             | 5                                               | 3                                               | 2                                               | 0                                               | 4                                               | 0                                               |
| 1981      | Huy chương bạc                                  | 2nd                                             | 4                                               | 1                                               | 2                                               | 1                                               | 4                                               | 5                                               |
| 1983      | Huy chương đồng                                 | 3rd                                             | 4                                               | 1                                               | 2                                               | 1                                               | 7                                               | 3                                               |
| 1985      | Huy chương đồng                                 | 3rd                                             | 4                                               | 2                                               | 2                                               | 0                                               | 10                                              | 3                                               |
| 1987      | Huy chương bạc                                  | 2nd                                             | 4                                               | 1                                               | 2                                               | 1                                               | 4                                               | 3                                               |
| 1989      | Huy chương vàng                                 | 1st                                             | 5                                               | 5                                               | 0                                               | 0                                               | 11                                              | 2                                               |
| 1991      | Vòng bảng                                       | 5th                                             | 3                                               | 1                                               | 0                                               | 2                                               | 2                                               | 4                                               |
| 1993      | Vòng bảng                                       | 5th                                             | 4                                               | 2                                               | 0                                               | 2                                               | 13                                              | 5                                               |
| 1995      | Vòng bảng                                       | 7th                                             | 4                                               | 1                                               | 1                                               | 2                                               | 9                                               | 5                                               |
| 1997      | Vòng bảng                                       | 7th                                             | 4                                               | 2                                               | 0                                               | 2                                               | 5                                               | 5                                               |
| 1999      | Vòng bảng                                       | 5th                                             | 4                                               | 2                                               | 0                                               | 2                                               | 10                                              | 10                                              |
| Tổng cộng | 18 lần                                          | 3 lần huy chương vàng                           | 69                                              | 33                                              | 14                                              | 22                                              | 131                                             | 74                                              |

### Danh hiệu
- Bóng đá nam tại Asiad:

 1974
- Bóng đá nam tại SEA Games:

 1961; 1977; 1979; 1989
 1971; 1975; 1981; 1987
 1973; 1983; 1985

## Đội hình
Các cầu thủ sau đây đã được triệu tập cho trận giao hữu với Cape Verde vào tháng 5 và tháng 6 cho trận đấu tại Vòng loại AFC Asian Cup 2027 với Việt Nam vào tháng 6 năm 2025.
- Số lần ra sân và số bàn thắng được cập nhật ngày 10 tháng 6 năm 2025 sau trận đấu với  Việt Nam.

| Số | VT | Cầu thủ                        | Ngày sinh (tuổi)  | Trận | Bàn | Câu lạc bộ         |
| -- | -- | ------------------------------ | ----------------- | ---- | --- | ------------------ |
| 1  | TM | Haziq Nadzli                   | 6 tháng 1, 1998   | 4    | 0   | Kuching City       |
| 16 | TM | Syihan Hazmi                   | 22 tháng 2, 1996  | 31   | 0   | Johor Darul Ta'zim |
| 23 | TM | Sikh Izhan                     | 23 tháng 3, 2002  | 1    | 0   | Selangor           |
|    |    |                                |                   |      |     |                    |
| 2  | HV | Matthew Davies (đội trưởng)    | 7 tháng 2, 1995   | 58   | 0   | Johor Darul Ta'zim |
| 3  | HV | Facundo Garcés                 | 5 tháng 9, 1999   | 1    | 0   | Alavés             |
| 4  | HV | Gabriel Palmero                | 15 tháng 1, 2002  | 2    | 0   | Unionistas         |
| 5  | HV | Jon Irazabal                   | 28 tháng 11, 1996 | 1    | 0   | Johor Darul Ta'zim |
| 6  | HV | Harith Haiqal                  | 22 tháng 6, 2002  | 8    | 1   | Selangor           |
| 18 | HV | Ubaidullah Shamsul             | 30 tháng 11, 2003 | 1    | 0   | Terengganu         |
| 21 | HV | Dion Cools (đội phó)           | 4 tháng 6, 1996   | 32   | 5   | Cerezo Osaka       |
| 22 | HV | La'Vere Corbin-Ong             | 22 tháng 4, 1991  | 43   | 6   | Johor Darul Ta'zim |
|    |    |                                |                   |      |     |                    |
| 8  | TV | Stuart Wilkin                  | 12 tháng 3, 1998  | 29   | 6   | Sabah              |
| 10 | TV | Endrick                        | 7 tháng 3, 1995   | 23   | 0   | Johor Darul Ta'zim |
| 13 | TV | Hector Hevel                   | 15 tháng 5, 1996  | 2    | 1   | Johor Darul Ta'zim |
| 15 | TV | Nooa Laine                     | 22 tháng 11, 2002 | 14   | 0   | Selangor           |
| 20 | TV | Nazmi Faiz                     | 16 tháng 8, 1994  | 19   | 1   | Johor Darul Ta'zim |
|    |    |                                |                   |      |     |                    |
| 7  | TĐ | Faisal Halim                   | 7 tháng 1, 1998   | 36   | 15  | Selangor           |
| 9  | TĐ | Romel Morales                  | 23 tháng 8, 1997  | 9    | 2   | Johor Darul Ta'zim |
| 11 | TĐ | Imanol Machuca                 | 15 tháng 1, 2000  | 1    | 0   | Vélez Sarsfield    |
| 12 | TĐ | Arif Aiman                     | 4 tháng 5, 2002   | 35   | 7   | Johor Darul Ta'zim |
| 14 | TĐ | João Figueiredo                | 27 tháng 5, 1996  | 1    | 1   | Johor Darul Ta'zim |
| 17 | TĐ | Paulo Josué (đội trưởng thứ 3) | 13 tháng 3, 1989  | 25   | 9   | Kuala Lumpur City  |
| 19 | TĐ | Rodrigo Holgado                | 28 tháng 6, 1995  | 1    | 1   | América de Cali    |

### Triệu tập gần đây
Các cầu thủ bóng đá sau đây đã tham gia thi đấu cho đội tuyển quốc gia trong mười hai tháng qua, nhưng không có tên trong đợt triệu tập hiện tại.
| Vt | Cầu thủ             | Ngày sinh (tuổi)  | Số trận | Bt | Câu lạc bộ            | Lần cuối triệu tập                        |
| --- | ------------------- | ----------------- | ------- | -- | --------------------- | ----------------------------------------- |
| TM | Azri Ghani          | 30 tháng 4, 1999  | 2       | 0  | Negeri Sembilan       | v. Việt Nam, 10 tháng 6 năm 2025 PRE      |
| TM | Syed Nasrulhaq      | 6 tháng 3, 1999   | 0       | 0  | Terengganu            | v. Cabo Verde, 29 tháng 5 năm 2025 PRE    |
| TM | Rahadiazli Rahalim  | 28 tháng 5, 2001  | 1       | 0  | Terengganu            | v. Cabo Verde, 29 tháng 5 năm 2025 WD     |
| TM | Kalamullah Al-Hafiz | 30 tháng 7, 1995  | 2       | 0  | Selangor              | v. Nepal, 25 tháng 3 năm 2025             |
| TM | Haziq Aiman         | 19 tháng 1, 2005  | 0       | 0  | Johor Darul Ta'zim II | Giải vô địch bóng đá ASEAN 2024           |
| TM | Azim Al-Amin        | 20 tháng 9, 2001  | 0       | 0  | Selangor              | v. New Zealand, 14 tháng 10 năm 2024      |
| |                     |                   |         |    |                       |                                           |
| HV | Shahrul Saad        | 8 tháng 7, 1993   | 60      | 5  | Johor Darul Ta'zim    | v. Việt Nam, 10 tháng 6 năm 2025 PRE      |
| HV | Junior Eldstål      | 16 tháng 9, 1991  | 23      | 0  | Johor Darul Ta'zim    | v. Việt Nam, 10 tháng 6 năm 2025 PRE      |
| HV | Daniel Ting         | 1 tháng 12, 1992  | 16      | 1  | Sabah                 | v. Việt Nam, 10 tháng 6 năm 2025 PRE      |
| HV | Quentin Cheng       | 20 tháng 11, 1999 | 9       | 0  | Selangor              | v. Việt Nam, 10 tháng 6 năm 2025 PRE      |
| HV | Dominic Tan         | 12 tháng 3, 1997  | 37      | 0  | Sabah                 | v. Cabo Verde, 29 tháng 5 năm 2025 PRE    |
| HV | Safwan Mazlan       | 22 tháng 2, 2002  | 3       | 0  | Terengganu            | v. Cabo Verde, 29 tháng 5 năm 2025 PRE    |
| HV | Zikri Khalili       | 25 tháng 6, 2002  | 0       | 0  | Selangor              | v. Cabo Verde, 29 tháng 5 năm 2025 PRE    |
| HV | Alif Ahmad          | 2 tháng 1, 2003   | 0       | 0  | Johor Darul Ta'zim II | v. Cabo Verde, 29 tháng 5 năm 2025 PRE    |
| HV | Shafizan Arshad     | 15 tháng 8, 2005  | 0       | 0  | Johor Darul Ta'zim II | v. Cabo Verde, 29 tháng 5 năm 2025 PRE    |
| HV | Aiman Hakimi        | 28 tháng 1, 2005  | 0       | 0  | Selangor              | v. Cabo Verde, 29 tháng 5 năm 2025 PRE    |
| HV | Khuzaimi Piee       | 11 tháng 11, 1993 | 12      | 0  | Negeri Sembilan       | Giải vô địch bóng đá ASEAN 2024           |
| HV | Adib Ra'op          | 25 tháng 10, 1999 | 5       | 1  | Penang                | Giải vô địch bóng đá ASEAN 2024           |
| HV | Declan Lambert      | 21 tháng 9, 1998  | 5       | 0  | Kuala Lumpur City     | Giải vô địch bóng đá ASEAN 2024           |
| HV | Jimmy Raymond       | 26 tháng 4, 1996  | 3       | 0  | Kuching City          | Giải vô địch bóng đá ASEAN 2024           |
| HV | Azam Azmi           | 12 tháng 2, 2001  | 13      | 0  | Terengganu            | v. Ấn Độ, 18 tháng 11 năm 2024            |
| HV | Feroz Baharudin     | 2 tháng 4, 2000   | 5       | 0  | Johor Darul Ta'zim    | v. Lào, 14 tháng 11 năm 2024 WD           |
| HV | Sharul Nazeem       | 16 tháng 11, 1999 | 8       | 0  | Selangor              | v. Oman, 26 tháng 3 năm 2024              |
| HV | Syahmi Safari       | 5 tháng 2, 1998   | 26      | 1  | Johor Darul Ta'zim    | AFC Asian Cup 2023 INJ                    |
| HV | V. Ruventhiran      | 24 tháng 9, 2001  | 9       | 0  | Kelantan Darul Naim   | AFC Asian Cup 2023 PRE                    |
| |                     |                   |         |    |                       |                                           |
| TV | Afiq Fazail         | 29 tháng 9, 1994  | 7       | 0  | Johor Darul Ta'zim    | v. Việt Nam, 10 tháng 6 năm 2025 PRE      |
| TV | Syamer Kutty Abba   | 1 tháng 10, 1997  | 42      | 2  | Kuala Lumpur City     | v. Cabo Verde, 29 tháng 5 năm 2025        |
| TV | Muhammad Abu Khalil | 11 tháng 4, 2005  | 0       | 0  | Selangor              | v. Cabo Verde, 29 tháng 5 năm 2025 PRE    |
| TV | Haykal Danish       | 5 tháng 5, 2005   | 0       | 0  | Selangor              | v. Cabo Verde, 29 tháng 5 năm 2025 PRE    |
| TV | Hong Wan            | 17 tháng 8, 2000  | 0       | 0  | Johor Darul Ta'zim    | v. Cabo Verde, 29 tháng 5 năm 2025 PRE    |
| TV | Natxo Insa          | 9 tháng 6, 1986   | 2       | 0  | Johor Darul Ta'zim    | v. Nepal, 25 tháng 3 năm 2025 PRE         |
| TV | Ezequiel Agüero     | 7 tháng 4, 1994   | 17      | 3  | Kanchanaburi Power    | Giải vô địch bóng đá ASEAN 2024           |
| TV | Danial Amier        | 27 tháng 3, 1997  | 4       | 0  | Kuching City          | Giải vô địch bóng đá ASEAN 2024           |
| TV | Zhafri Yahya        | 25 tháng 9, 1994  | 1       | 0  | Kuala Lumpur City     | v. Ấn Độ, 18 tháng 11 năm 2024            |
| TV | Mukhairi Ajmal      | 7 tháng 11, 2001  | 12      | 0  | Selangor              | v. Lào, 14 tháng 11 năm 2024 INJ          |
| TV | Brendan Gan         | 3 tháng 6, 1988   | 37      | 1  | Sutherland Sharks     | v. Đài Bắc Trung Hoa, 11 tháng 6 năm 2024 |
| TV | Aliff Izwan         | 10 tháng 2, 2004  | 1       | 0  | Selangor              | v. Oman, 21 tháng 3 năm 2024 PRE          |
| |                     |                   |         |    |                       |                                           |
| TĐ | Safawi Rasid        | 5 tháng 3, 1997   | 68      | 22 | Kuala Lumpur City     | v. Việt Nam, 10 tháng 6 năm 2025 PRE      |
| TĐ | Haqimi Azim         | 6 tháng 1, 2003   | 12      | 1  | Kuala Lumpur City     | v. Cabo Verde, 29 tháng 5 năm 2025 PRE    |
| TĐ | Fergus Tierney      | 19 tháng 3, 2003  | 6       | 1  | Sabah                 | v. Cabo Verde, 29 tháng 5 năm 2025 PRE    |
| TĐ | Akhyar Rashid       | 1 tháng 5, 1999   | 56      | 10 | Terengganu            | v. Nepal, 25 tháng 3 năm 2025             |
| TĐ | Mohamadou Sumareh   | 20 tháng 9, 1994  | 33      | 7  | Johor Darul Ta'zim    | v. Nepal, 25 tháng 3 năm 2025 PRE         |
| TĐ | Syafiq Ahmad        | 28 tháng 6, 1995  | 43      | 11 | Immigration           | Giải vô địch bóng đá ASEAN 2024           |
| TĐ | Darren Lok          | 14 tháng 12, 1990 | 38      | 6  | Sabah                 | Giải vô địch bóng đá ASEAN 2024           |
| TĐ | Fazrul Amir         | 27 tháng 2, 2000  | 5       | 0  | Kelantan Darul Naim   | Giải vô địch bóng đá ASEAN 2024           |
| TĐ | Najmuddin Akmal     | 11 tháng 1, 2003  | 2       | 0  | Johor Darul Ta'zim II | Giải vô địch bóng đá ASEAN 2024           |
| TĐ | Gunalan Pavithran   | 10 tháng 1, 2005  | 2       | 0  | Johor Darul Ta'zim II | Giải vô địch bóng đá ASEAN 2024           |
| TĐ | Daryl Sham          | 30 tháng 11, 2002 | 1       | 0  | Johor Darul Ta'zim II | Giải vô địch bóng đá ASEAN 2024           |
| TĐ | Shamie Iszuan       | 10 tháng 9, 1995  | 5       | 0  | Kuching City          | v. Đài Bắc Trung Hoa, 11 tháng 6 năm 2024 |
| TĐ | Engku Nur Shakir    | 16 tháng 10, 1998 | 1       | 0  | Terengganu            | v. Đài Bắc Trung Hoa, 11 tháng 6 năm 2024 |
| Ghi chú - PRE = Đội hình sơ bộ - SUS = Bị đình chỉ - INJ = Rút khỏi danh sách do chấn thương - UNF = Rút khỏi danh sách do tình trạng không đủ sức khỏe - RET Đã chia tay đội tuyển quốc gia - WD = Rút khỏi danh sách vì lý do không liên quan đến chấn thương |                     |                   |         |    |                       |                                           |